# Gastronomia del Priorat
La gastronomia del Priorat és aquella que és típica d'aquesta comarca històrica, situada entre el Camp de Tarragona i les Terres de l'Ebre. És una zona aspra i dominada pel conreu de secà de la vinya i, en menor grau, l'oliva. La cuina tradicional és, doncs, una cuina d'interior on dominen els plats de possible origen àrab, un record que la muntanya del Montsant fou una de les darreres zones de Catalunya a ser conquerida, en 1153.
Els elements més destacables de la gastronomia d'aquesta comarca són:

## Vi
Els vins del Priorat són els que més graduació tenen de tots els dels Països Catalans. La producció a la comarca és dividida entre la DOQ Priorat, que hi ocupa el centre - de La Morera fins a Falset - i la DO Montsant que cobreix la perifèria. És aquesta primera denominació la més històrica, ja que el Priorat deu el seu nom a que fou el feu del Prior de Scala Dei, la cartoixa del qual hi impulsà decisivament el conreu de la vinya.

## Plats típics
- Truita d'ous amb salsa, acompanyada de mongetes i espinacs,[1] o bé només amb salsa, anomenada "truita en suc", i que constitueix el centre de la Festa de la truita amb Suc d'Ulldemolins.[1]
- Orelletes, un dolç fregit que és també típic del Penedès.[1]
- coques d'oli, farina i sucre. És una coca tova, d'un diàmetre de 20 centímetres i disponible a totes les fleques de la comarca.[1]
- Ensaginades, pastes elaborades amb sagí de porc.

## Ingredients bàsics
- Oliva de la varietat arbequina i oli d'oliva de Siurana amb etiqueta DOP Siurana i demarcació Montsant-Priorat[1]
- Oliva de Cabassers[2]

## Fires gastronòmiques
Entre les fires i festes de la comarca la més destacable és la Fira del Vi del Priorat, que se celebra el primer cap de setmana de maig a Falset. En aquesta fira s'exposa els vins propis de les dues denominacions comarcals, el Montsant i el Priorat. Una altra és la Festa de la Truita en Suc esmentada prèviament, celebrada a Ulldemolins el segon cap de setmana de març on el plat d'honor és la truita d'ous en salsa. Hi ha un concurs de cuina i degustació. A finals de setembre té lloc a Poboleda la Festa de la Verema a l'Antiga, on la gent participa en la verema i es fa un gran esmorzar popular.